# انجوس ماكدونالد
انجوس ماكدونالد (15 أكتوبر 1992 بونشستر في المملكة المتحدة - ) (بالإنجليزية: Angus MacDonald) هو لاعب كرة قدم بريطاني في مركز الدفاع. شارك مع منتخب إنجلترا تحت 16 سنة لكرة القدم ومنتخب إنجلترا تحت 19 سنة لكرة القدم ومنتخب إنجلترا لكرة القدم C ‏. أما مع النوادي، فقد لعب مع نادي ريدنغ ونادي سالزبري سيتي وBasingstoke Town F.C. ‏ ونادي توركي يونايتد وإيه أف سي ويمبلدون.

## وصلات خارجية
- انجوس ماكدونالد على موقع الاتحاد الأوربي (الإنجليزية)
- انجوس ماكدونالد على موقع قاعدة بيانات كرة القدم.إي يو (الإنجليزية)
- انجوس ماكدونالد على موقع Soccerbase.com (لاعب) (الإنجليزية)
- انجوس ماكدونالد على موقع Soccerway.com (الإنجليزية)
- انجوس ماكدونالد على موقع AS.com (الإسبانية)